# Halsdorf (Wohratal)
Halsdorf is een plaats in de Duitse gemeente Wohratal, deelstaat Hessen, en telt 880 inwoners (2006).